# Vyhnání Čechů ze Sudet v roce 1938

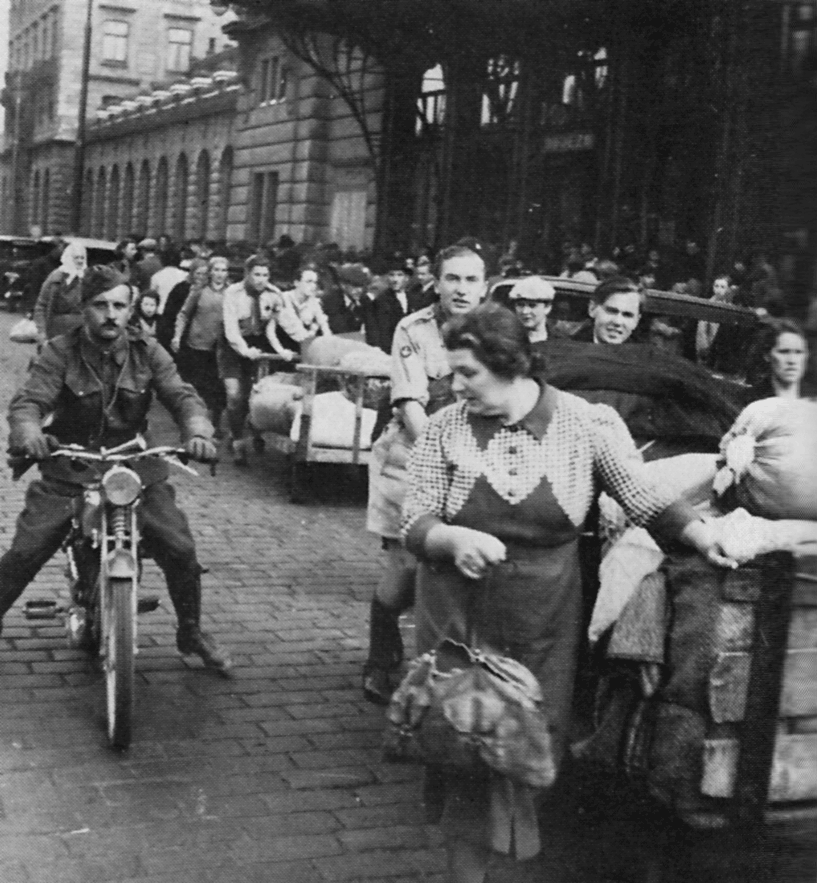
Příjezd českých uprchlíků z pohraničí před Wilsonovým nádražím v Praze

Vyhnání Čechů ze Sudet se uskutečnilo v roce 1938 po přijetí Mnichovské dohody, jejímž hlavním bodem bylo odstoupení pohraničí Československé republiky v místech osídlených převážně Němci nacistickému Německu. Údaje o počtu migrantů se rozcházejí. Tehdejší oficiální statistika, vypracovaná sekretářem Ústavu pro péči o uprchlíky Jaroslavem Šímou uvádí, že k 1. 7. 1939 bylo evidováno celkem 171 401 uprchlíků z pohraničních oblastí do vnitrozemí, z toho 141 037 české národnosti, 10 496 Němců a 18 673 Židů. Statistika nezahrnuje aktivní státní zaměstnance, kterých bylo přibližně 50 tisíc. Někteří z těch, kteří zprvu uprchli, se pak vrátili zpět, naopak v některých případech docházelo k vyhánění i v pozdější době.

## Situace před 30. zářím 1938
Nástupem Adolfa Hitlera k moci roku 1933 došlo ve vzájemných vztazích Čechů a Němců v českém pohraničí k postupným změnám. Nacistické Německo začalo podporovat prostřednictvím sudetoněmeckých stran a spolků národnostní a rasovou nesnášenlivost. V této činnosti se vůdčí role ujala Sudetoněmecká strana, kterou založil Konrád Henlein. V druhé polovině třicátých let se neustále stupňovaly nejen požadavky českých Němců vůči československé vládě, ale docházelo i k formám otevřeného nepřátelství vůči Čechům, kteří byli slovně i fyzicky napadáni, kterým bylo odmítáno poskytování služeb a prací ze strany Němců, či znemožňováno své služby a práce Němcům poskytovat. Stále častěji se konaly pochody německých hajlujících výrostků, Čechům a Židům bylo vyhrožováno, byla jim rozbíjena okna, ničen majetek. Mnoho smíšených česko-německých manželství bylo z důvodu německé nenávisti k Čechům rozvráceno. 
Tato situace vyvrcholila 12. září 1938, když Adolf Hitler na sjezdu NSDAP v Norimberku nevybíravě zaútočil proti Československu, což podnítilo sudetské Němce k vyvolání puče. Ještě téže noci došlo v pohraničí k útokům henleinovských bojůvek proti čs. policejním stanicím, celnicím a poštám, při nichž bylo zavražděno několik desítek úředníků a vojáků. Na tuto situaci odpověděla čs. vláda posláním vojska do pohraničí k potlačení puče. Dne 29. září však byla uzavřena Mnichovská dohoda mezi Německem, Itálií, Velkou Británií a Francií o odstoupení pohraničí nacistickému Německu. Když československý prezident Edvard Beneš zjistil, že ztrácí spojenecké vojenské záruky Francie a Velké Británie, 30. září Mnichovský diktát přijal.

## Situace po 30. září 1938

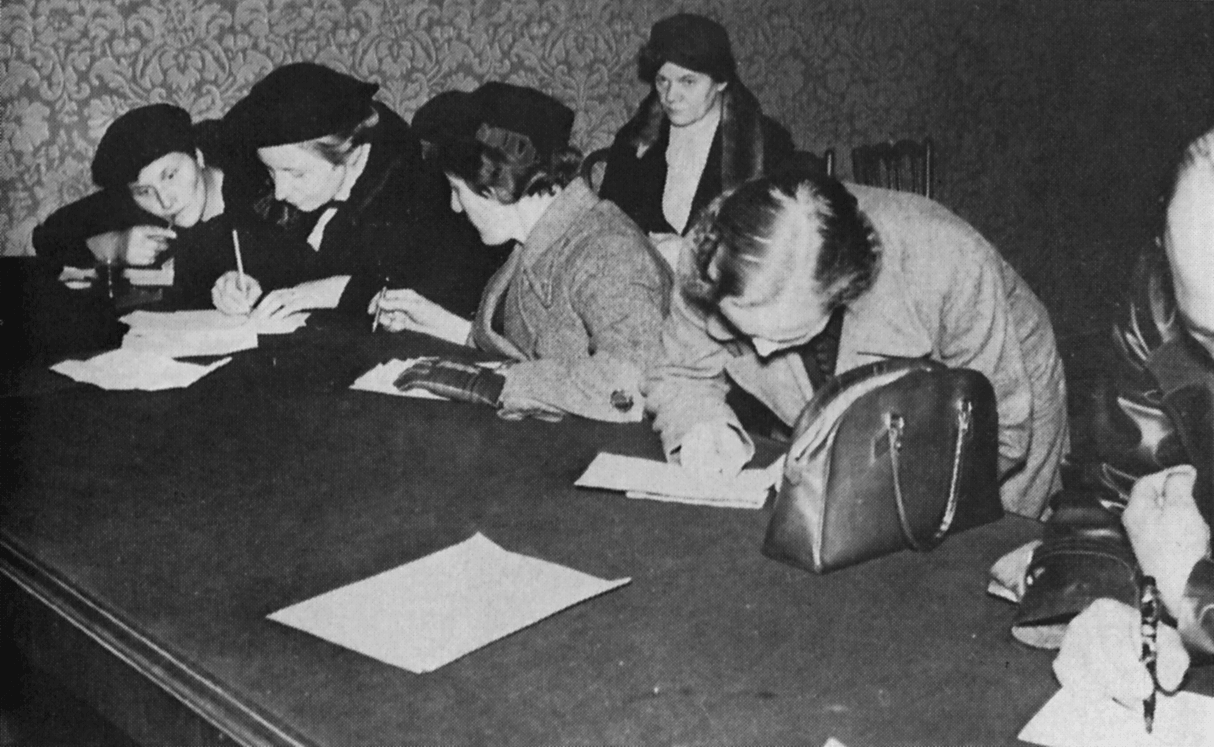
Vyplňování dotazníků v kanceláři pro uprchlíky 13. 10. 1938 po transportu do Prahy

Ihned po přijetí Mnichovské dohody nastalo vyhánění Čechů a Židů z pohraničí. K nim se v útěku přidali i němečtí antifašisté, kteří se obávali represí. Vyhánění nebylo prováděno na základě žádného oficiálního dokumentu, ale realizováno bylo masově pod obrovským nátlakem a výhrůžkami zejména německých ordnerů, ale i těch, kteří se slovního i fyzického napadání Čechů a Židů dopouštěli již dříve. Utečenci nakládali svůj majetek na vozy, do automobilů a železničních vagónů a prchali zpět do své zmenšené vlasti. Při útěku docházelo i k událostem, jako byly například krádeže, vyhrožování střelnými zbraněmi, či jiným. Kromě národnostní a rasové nesnášenlivosti českých Němců hrála v mnohých případech útoků na Čechy i touha po kořisti.
V první vlně utečenců byli nejen státní zaměstnanci (finanční stráž, úředníci, pošťáci, policisté), kteří byli od Němců nenáviděni nejvíce a doslova přes noc přišli o práci, ale i dělníci, živnostníci, zemědělci a jiní zaměstnanci. Záleželo na situaci v různých místech a oblastech, na poměru národnostního složení, na aktivitě místních sudetoněmeckých vůdců a skupin. Po převzetí moci Němci a nastolení řádných orgánů se situace zklidnila. V českém pohraničí zůstalo 319 tisíc Čechů, zejména starousedlíků, zemědělců, kteří zde měli svoji půdu, ale i dělníků a ostatních zaměstnanců. Bylo zapotřebí pracovních sil a nebylo možné pokračovat v politice okamžitého vyhánění. To se však jevilo jako dlouhodobý cíl, jenž v dobách války nakonec přerostl i ve snahu vysídlit český národ z jeho historického území úplně.

## Menšiny v odtrženém pohraničí

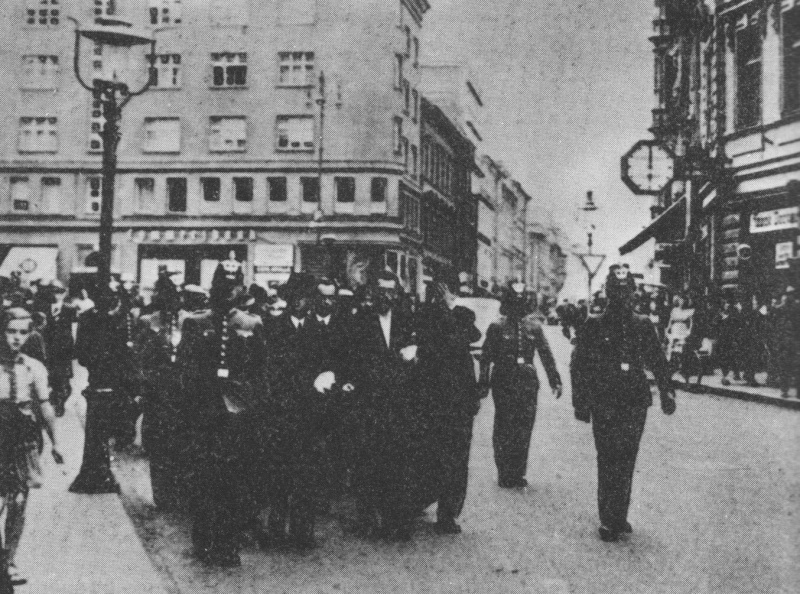
Německá policie zatýká v Chebu na podzim 1938 politicky nespolehlivé osoby z řad místních Němců

Po 1. říjnu 1938 se české obyvatelstvo ocitlo v pozici národnostní menšiny, která neměla naprosto žádná národní práva. Byly zrušeny všechny české politické strany a spolky, jejich majetek byl zabaven ve prospěch Říše. V úředním styku byl zakázán český jazyk, česky se nesmělo mluvit ani na veřejnosti a v dopravních prostředcích. Češi nesměli vykonávat zaměstnání v kterékoliv instituci státní správy, dále nesměli vykonávat žádné politické funkce, ani na obecní úrovni. Postupně byly zrušeny všechny české noviny, byl zakázán tisk českých knih, do kin nesměl přijít žádný český film, bylo zrušeno české vysílání v rozhlasu. Omezována a nakonec zakázána byla i česká divadelní ochotnická představení, fotbalová utkání, taneční zábavy, poutě, veřejná procesí i kázání a bohoslužby v češtině. Zavřena byla většina českých veřejných knihoven, české střední školy, omezen byl počet základních škol. Češi byli znevýhodňováni při získávání práce, a po okupaci Čech a Moravy odcházeli do Protektorátu. Postupně byly hospodářským tlakem likvidovány drobné české podniky, docházelo ke konfiskaci českého zemědělského majetku. Do roku 1943 se ocitlo v německých rukou zhruba 75 tisíc hektarů půdy, kterou dříve vlastnili Češi. Kromě toho byli Češi omezováni v nakládání se svým majetkem, nesměli ho dále prodávat do českých rukou apod. Češi, kteří podlehli soustavné šikaně ze strany německých úřadů a formálně se přihlásili k německé národnosti, byli po válce "vysídleni" do Německa (nebo do Rakouska).
Vedle české menšiny uvízli v zabraném pohraničí také němečtí antifašisté a různí další německy hovořící jedinci, kteří se nepřipojili k masové podpoře nacistické strany. Jednalo se v prvé řadě o místní sociální demokraty a komunisty, dále však také třeba o svědky Jehovovy a postupně i další názorové menšiny, které stály buď otevřeně proti politice nacistické strany, nebo ji odmítaly podporovat. Tito dosavadní českoslovenští občané nemohli z různých důvodů odejít do českého vnitrozemí. Prakticky hned po nacistickém záboru pohraničí začali být zatýkáni nebo společensky postihováni. O měsíc a půl později proběhla i v zabraném pohraničí Křišťálová noc a sudetští nacisté začali systematicky pronásledovat i místní židovskou menšinu.